# San Juan de Urabá
San Juan de Urabá est une municipalité située dans le département d'Antioquia, en Colombie.